# Мочвара (1. сезона)
Прва сезона криминалистичко-драмске телевизијске серије Мочвара емитовала се од 6. септембра до  10. октобра 2020. године на каналима Суперстар ТВ и РТС 1. Прва сезона се састоји од десет епизода.

## Радња
Ова напета полицијска прича о потрази за манијакалним серијским убицом, открива мрачне тајне из прошлости и увлачи јунаке у спирале превара, лажи и трагичних животних искушења. Кроз напет серијал од десет епизода, видећемо причу о пријатељству која почива на злочину и тајнама, а уједно и представља људе који су истовремено спаситељи и мучитељи, жртве и џелати.
Главни јунак је инспектор Никола, кога игра Горан Богдан. Он пролази кроз лични доживљај суочавања са својом мрачном прошлошћу и свим њеним тајнама. Никола верује да њега и убиства повезује нека велика тајна, и тај осећај га прати током целе истраге. Не подноси богате због свог порекла, као ни криминалце због својих веза са њима, не подноси пандуре, јер их није подносио док је одрастао.

## Епизоде
| Бр. еп. (укупно) | Бр. еп. (у сезони) | Наслов         | Редитељ       | Сценариста                      | Премијера           |
| --- | ------------------ | -------------- | ------------- | ------------------------------- | ------------------- |
| 1 | 1                  | "Епизода 1.1"  | Олег Новковић | Милена Марковић и Олег Новковић | 6. септембар 2020.  |
| Инспектор Никола, бивши ратник и новобеоградски хулиган се сусреће са злочином какав никад није видео у животу. Након бруталног убиства младе мајке Тијане Спасић, Никола поново ступа у везу са својом прошлошћу и друговима из младости. У овој епизоди сазнајемо на који начин су сви они повезани са истрагом. |                    |                |               |                                 |                     |
| 2 | 2                  | "Епизода 1.2"  | Олег Новковић | Милена Марковић и Олег Новковић | 12. септембар 2020. |
| Испоставља се да су се први кораци у истрази показали неплодним. Никола на своју руку покушава да пронађе трагове, посећујући свог пријатеља Кинеза у затвору, мужа прве жртве. Полиција наставља да трага за манијаком.                                                                                           |                    |                |               |                                 |                     |
| 3 | 3                  | "Епизода 1.3"  | Олег Новковић | Милена Марковић и Олег Новковић | 13. септембар 2020. |
| Стара познанства постају битнија него што се испрва чинило. Десило се ново убиство: овога пута је на исти начин убијена Мина, градска фаца, мајка малолетног сина. Док решавају случај, Бобан и Милка почињу да се зближавају.                                                                                     |                    |                |               |                                 |                     |
| 4 | 4                  | "Епизода 1.4"  | Олег Новковић | Милена Марковић и Олег Новковић | 19. септембар 2020. |
| Нестала је Љубинка. Бобан и Милка је траже. Многи породични проблем испливавају на површину. Дешава се још једно убиство. |                    |                |               |                                 |                     |
| 5 | 5                  | "Епизода 1.5"  | Олег Новковић | Милена Марковић и Олег Новковић | 20. септембар 2020. |
| Васа, шеф полиције, је под великим притиском. Свети се за Љубинкино убиство и поравнава рачуне, док се дубље уплиће у криминалне мреже. Николини проблеми у браку ескалирају. Нови трагови и бурне повезнице прве жртве са различитим мушкарцима се откривају.                                                     |                    |                |               |                                 |                     |
| 6 | 6                  | "Епизода 1.6"  | Олег Новковић | Милена Марковић и Олег Новковић | 26. септембар 2020. |
| Полиција је открила ланац трговине људима, али ипак, ово нема везе са убиствима. На погрешном су трагу. Никола сазнаје нове ствари о свом детињству и његовим пријатељима из прошлости. Милка и Бобан се зближавају.                                                                                               |                    |                |               |                                 |                     |
| 7 | 7                  | "Епизода 1.7"  | Олег Новковић | Милена Марковић и Олег Новковић | 27. септембар 2020. |
| Догодило се ново убиство: убијена је ћерка познатог политичара. Васа преузима истрагу на себе. У Николин живот се враћа Катарина, велика љубав из младости. Она је познавала жртву. |                    |                |               |                                 |                     |
| 8 | 8                  | "Епизода 1.8"  | Олег Новковић | Милена Марковић и Олег Новковић | 3. октобар 2020.    |
| Никола показује слабост према Катарини. Њих двоје се виђају док се истрага наставља, иако је она познавала жртву. Овога пута, сви су умешани. Медији нападају Васу за неспособност полиције, која трага за отетим дететом последње жртве.                                                                          |                    |                |               |                                 |                     |
| 9 | 9                  | "Епизода 1.9"  | Олег Новковић | Милена Марковић и Олег Новковић | 4. октобар 2020.    |
| Васа не може више да издржи притисак. Породични проблеми, интриге и умешаност прошлости у убиства добијају на још већем значају. Никола је на корак до убице. |                    |                |               |                                 |                     |
| 10 | 10                 | "Епизода 1.10" | Олег Новковић | Милена Марковић и Олег Новковић | 10. октобар 2020.   |
| Прошлост и садашњост се преплићу: све мочварне тајне испливавају на површину. Николин тим решава убиства. Случај је затворен, али ипак, неке ствари још висе у ваздуху. |                    |                |               |                                 |                     |